# 友田好文
友田 好文（ともだ よしぶみ、1926年1月26日 - 2007年12月17日）は、日本の地球科学者（地球物理学）。勲等は勲二等。学位は理学博士（東京大学・1961年）。東京大学名誉教授、日本学士院会員。
東京大学海洋研究所教授、東海大学海洋学部教授などを歴任した。
ヴァイオリニストの友田啓明は弟。イェール大学教授の唐戸俊一郎は娘婿にあたる。

## 概要
東京府出身の地球物理学を専攻する地球科学者である。動揺の激しい海況でも使用できる船上重力計を開発するとともに、プレート沈み込み地域における地下構造の解明に貢献するなど、日本の海底物理学を国際水準にまで高めたことで知られている。東京大学、東海大学で教鞭を執った。

## 来歴

### 生い立ち
1926年（大正15年）1月26日、東京府にて生まれた。第一高等学校に進学し、1947年（昭和22年）に卒業した。さらに東京大学に進学し、理学部の地球物理学科にて学んだ。1950年（昭和25年）、東京大学を卒業し、理学士の学位を取得した。1961年（昭和36年）3月17日に論文『海上における重力測定を目的とする自励式短週期二本吊重力振子』により東京大学から理学博士の学位を授与された。

### 地球科学者として
1969年（昭和44年）、東京大学の海洋研究所にて教授に就任した。1986年（昭和61年）、東海大学に転じ、海洋学部の教授として着任した。なお、古巣である東京大学からは名誉教授の称号が授与された。1992年（平成4年）12月14日には日本学士院会員に選任され、第二部の第四分科に所属した。また、これまでの功績により、1996年（平成8年）に勲二等瑞宝章が授与された。2007年（平成19年）12月17日に死去した。

## 研究
専門は地球科学であり、特に地球物理学といった分野の研究に取り組んだ。動揺の激しい海況でも使用できる船上重力計の開発に成功した。これにより、航行する船舶上であっても重力を連続して測定することができるようになった。白鳳丸などに乗り込み、太平洋の北西部から西部、インド洋、南極海に至る幅広い海域で重力を自ら測定し、島弧、縁辺海、海山、断裂体、海嶺、海盆といった地下構造を解明した。これらの業績は、プレートが沈み込む地域の地下構造の解明に大きく貢献した。そのため、日本の海底物理学を飛躍的に発展させ、国際水準にまで高めた立役者と評される。
船上重力計の開発とそれによる重力測定が評価され、1974年（昭和49年）6月10日に日本学士院賞が授与された。

## 略歴
- 1926年 - 東京府にて誕生[4]。
- 1947年 - 第一高等学校卒業[5]。
- 1950年 - 東京大学理学部卒業[4]。
- 1969年 - 東京大学海洋研究所教授[2]。
- 1986年 - 東海大学海洋学部教授[4]。
- 1992年 - 日本学士院会員[8]。
- 2007年 - 死去[2][4]。

## 賞歴
- 1974年 - 日本学士院賞[2][4][5][10][11]。

## 栄典
- 1996年 - 勲二等瑞宝章[10]。

## 著作

### 単著
- 友田好文著『海洋学講座』4巻、東京大学出版会、1972年。全国書誌番号:69017082
- 友田好文著『あなたという地球――ともだよしぶみ短文集』東海大学出版会、1997年。ISBN 4486014111
- 友田好文著『コーヒーブレイクに地球科学を』海猫屋、2004年。ISBN 4902164019
- 友田好文著『地球はそれほど大きくない』冬至書房、2003年。ISBN 4885824249

### 共著
- 檀原毅・友田好文共著『地球科学講座』5巻、共立出版、1969年。全国書誌番号:69024499
- 加藤一郎著者代表『海』東京大学出版会、1972年。全国書誌番号:69015029
- 友田好文・高野健三共著『地球科学講座』4巻、共立出版、1983年。ISBN 4320045084
- 檀原毅・友田好文共著『地球科学講座』5巻、2版、共立出版、1984年。ISBN 4320045092
- 笠原順三・友田好文著『コンピュータ地球科学』東京大学出版会、1993年。ISBN 4130627023
- 友田好文・松田時彦著作者代表『高等学校地学IB――新課程用――教授資料』啓林館、1993年。NCID BA75722714
- 藤本博巳・友田好文著『重力からみる地球』東京大学出版会、2000年。ISBN 4130637002

### 編纂
- Yoshibumi Tomoda (ed.), Preliminary report of the Hakuho-Maru cruise KH-68-3, July-August, 1968, Northwest Pacific Ocean, Ocean Research Institute, University of Tokyo, 1968. NCID BA25502953
- Yoshibumi Tomoda and Noriyuki Nasu (eds.), Preliminary report of the Hakuho-Maru cruise KH-69-2, April 26-June 19, 1969, Japan Trench and Sea of Japan, Ocean Research Institute, University of Tokyo, 1971. NCID BA59192460
- Yoshibumi Tomoda (comp.), Reference book for gravity, magnetic and bathymetric data of the Pacific Ocean and adjacent seas, 1963-71, University of Tokyo Press, 1974. NCID BA1707022X
- 友田好文ほか編『地球観測ハンドブック』東京大学出版会、1985年。ISBN 4130610503
- 友田好文・松田時彦編『高等学校地学IB』啓林館、1993年。NCID BN14246784
- 友田好文・松田時彦編『高等学校地学II』見本版、啓林館、1994年。NCID BB17185783
- 友田好文・松田時彦編『高等学校地学II』啓林館、1994年。NCID BA68448168
- 友田好文ほか編『高等学校地学II――新課程用――教授資料』啓林館、1994年。NCID BA68255812
- 友田好文・松田時彦編『高等学校地学IB』改訂版・見本版、啓林館、1997年。NCID BB15013164
- 友田好文・松田時彦編『高等学校地学IB』改訂版、啓林館、1997年。NCID BA35912099
- 友田好文ほか編、啓林館編集部著『高等学校地学IB――教授資料』改訂版、啓林館、1998年。NCID BA6845008X
- 友田好文・松田時彦編『高等学校地学II』改訂版・見本版、啓林館、1998年。NCID BB07926194
- 友田好文・松田時彦編『高等学校地学II』改訂版、啓林館、1998年。NCID BA68922065
- 友田好文ほか編『高等学校地学II――教授資料』改訂版、啓林館、1999年。NCID BA68537949

### 監修、校閲、等
- 友田好文監修、草野和芳・ナムーラミチヨ絵『地球のなぜ？』偕成社、2007年。ISBN 978-4-03-544140-3
- 友田好文監修『地球のなぜ？』日本ライトハウス、2009年。全国書誌番号:21787122

### 寄稿、分担執筆、等
- 奈須紀幸ほか編『西太平洋の海底』出光書店、1970年。全国書誌番号:69004782
- 星野通平編『海洋科学基礎講座』9巻、東海大学出版会、1972年。全国書誌番号:69016492
- 上田誠也・杉村新編『世界の変動帯』岩波書店、1973年。全国書誌番号:69006688
- 海洋科学編集部編『海洋地球物理学研究』海洋出版、1976年。全国書誌番号:82054365
- 『国際測地学協会（IAG）学術総会報告集』IAG学術総会組織委員会事務局、1982年。全国書誌番号:84027543
- 『最近の海底調査』その3、日本水路協会、1983年。全国書誌番号:85018396
- 永田武・福島直編『地球観測百年』東京大学出版会、1983年。ISBN 4130630105
- 『最近の海底調査』その4、日本水路協会、1984年。全国書誌番号:88035968
- 平朝彦・中村一明編『日本列島の形成――変動帯としての歴史と現在』岩波書店、1986年。ISBN 4000057618
- 『最近の海底調査』その6、日本水路協会、1986年。全国書誌番号:88035970
- 『最近の海底調査』その7、日本水路協会、1987年。全国書誌番号:88035971

### 註釈
1. ↑  東京府は、1943年に東京都に移行した。
2. ↑  第一高等学校は、旧制東京大学、東京大学附属医学専門部、東京高等学校と統合され、1949年に新制東京大学が設置された。
3. ↑  東京大学海洋研究所は、気候システム研究センターと統合され、2010年に大気海洋研究所が設置された。

## 関連文献
- 「海人不倦」発行委員会編『海人不倦――友田好文――人と業績』「海人不倦」発行委員会、2009年。ISBN 978-4-902164-04-6